# Polliat
Polliat település Franciaországban, Ain megyében. Lakosainak száma 2694 fő (2022. január 1.). Polliat Attignat, Buellas, Confrançon, Curtafond, Mézériat, Montcet, Saint-Denis-lès-Bourg, Saint-Martin-le-Châtel, Vandeins és Viriat községekkel határos.

## Népesség
A település népességének változása:
| Lakosok száma | 1362 | 1841 | 2025 | 2296 | 2424 | 2496 | 2511 | 2547 | 2606 | 2694 |
|               | 1968 | 1982 | 1990 | 2006 | 2013 | 2015 | 2017 | 2019 | 2020 | 2022 |